# Abbott és Costello
Bud Abbott és Lou Costello amerikai komikus páros.
A stand-up comedy, a tévé, a rádió és a film egyaránt kitartóan ünnepelte kettősüket. Filmes és televíziós munkájuk nyomán az 1940-es évek és az 1950-es évek legnépszerűbb komikusai voltak.

## Bud Abbott
Bud Abbott (1897. október 2. – 1974. április 24.) artista családba született. 
Néhány évig a  Barnum és a Bailey Circusnál dolgozott. Amikor család áttelepült Brooklynba abbahagyta a gimnáziumot, és apjával dolgozott a Coney Island Dreamland Parkban. 15 éves korában leszerződött egy norvég hajóra és kőszenet lapátolt. Egy évre rá visszatért Egyesült Államokba.
Komikus előadásokon mutatkozott be a közönségnek, egy show-ban ismerte meg a majdani feleségét is. Az 1930-as években állt össze a az Abbott és Costello. 1936-ban hozták össze duettjüket és sikert sikerre halmoztak. Először rádióműsorokban, majd a Broadway-en aztán a moziban is népszerűek lettek. 1940 és 1956 között 36 film épült rájuk.

## Lou Costello
Lou Costello New Jersey-ben, Patersonban született. Apja olasz volt, anyja pedig amerikai. Rajongott Charlie Chaplinért.
Bud Abbottal létrehozták híressé vált párosukat. A két komikus a rádióban, és reklámfilmekben is szerepelt. Az 1950-es években már leszállóban volt a két komikus csillaga.
Costello felesége Anne Battler volt. Négy gyerekük született. Lou Costello 1959. március 3-án tüdőrákban halt meg.

## Portrék

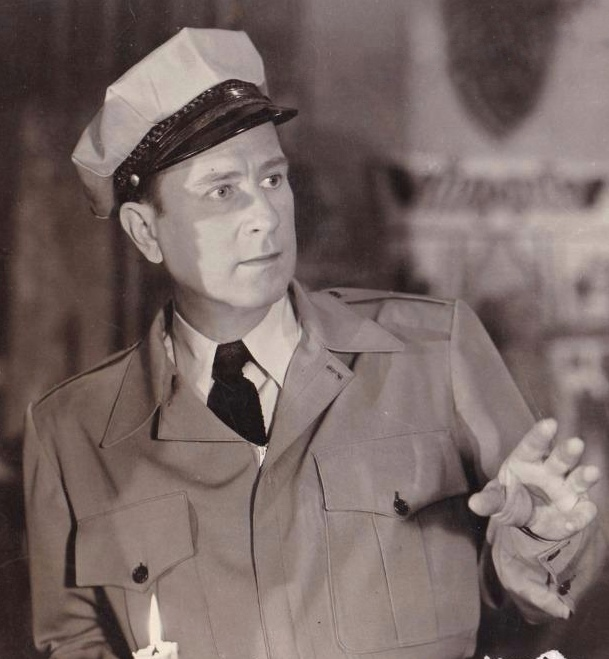
Bud Abbott
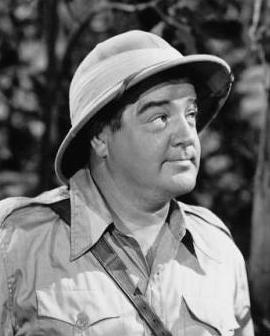
Lou Costello